# Louis Leblanc
Pour les articles homonymes, voir Leblanc.
Louis Leblanc (né le 26 janvier 1991 à Pointe-Claire, dans la province de Québec au Canada) est un joueur professionnel canadien de hockey sur glace.

## Biographie
Joueur originaire de Pointe-Claire (île de Montréal), il joue la saison 2008-2009 avec les Lancers d'Omaha de la United States Hockey League. Il est choisi à la 18e position du premier tour du repêchage de la Ligue nationale de hockey de 2009 par les Canadiens de Montréal. Il étudie pendant un an à l'université Harvard où il joue pour le Crimson d'Harvard de la ECAC Hockey League.
Leblanc commence sa carrière junior le 10 septembre 2010 en récoltant son premier point, une passe, dans une défaite face aux Cataractes de Shawinigan à l'auditorium de Verdun. Deux jours plus tard, il réussit à marquer quatre points dont un but lors d'une victoire 7-6 contre les Olympiques de Gatineau. Il dispute son premier match avec les Canadiens lors d'un match de pré-saison le 22 septembre 2010 contre les Bruins de Boston. Il participe avec l'équipe LHJMQ à la Super Serie Subway en 2010. Il est élu en décembre 2010 au sein d'Équipe Canada Junior pour le Championnat mondial junior de hockey 2011. Il remporte la médaille d'argent en perdant en finale contre la Russie.
Le 28 novembre 2011, les Canadiens de Montréal ont rappelé Louis Leblanc de leur club-école dans la LAH ; Leblanc a compté quatre buts et six passes décisives en 14 matchs avec les Bulldogs de Hamilton. Il a joué son premier match dans la LNH le 30 novembre 2011 contre les Ducks d'Anaheim. Il a compté son premier point dans la Ligue nationale, une mention d'aide sur un but d'Andreï Kastsitsyne le 3 décembre contre les Kings de Los Angeles. De plus, il a compté son premier but dans la LNH contre les Flyers de Philadelphie le 15 décembre 2011. Le 14 juin 2014, il est échangé au Ducks d'Anaheim contre un choix conditionnel de cinquième tour en 2015 ; le 11 juillet 2014, les Ducks lui offrent un contrat d'une saison. Le 17 juillet 2015, il signe un contrat d'une saison pour 610 000 dollars avec les Islanders de New York.
Après une ultime saison en Europe, il annonce en août 2016 mettre un terme à sa carrière de joueur professionnel et reprendre ses études à Harvard.

### Compétitions internationales
- Championnat du monde junior de hockey sur glace 2011 :  Médaille d'argent

## Statistiques
| Saison     | Équipe                | Ligue              |     | Saison régulière | Saison régulière | Saison régulière | Saison régulière | Saison régulière |   | Séries éliminatoires | Séries éliminatoires | Séries éliminatoires | Séries éliminatoires | Séries éliminatoires |
| Saison     | Équipe                | Ligue              | PJ  | B                | A                | Pts              | Pun              | PJ               | B | A                    | Pts                  | Pun                  |                      |                      |
| 2006-2007  | Lions du Lac St-Louis | QMAAAHL            | 40  | 31               | 18               | 49               | 72               | -                | - | -                    | -                    | -                    |                      |                      |
| 2007-2008  | Lions du Lac St-Louis | QMAAAHL            | 43  | 54               | 37               | 91               | 152              | -                | - | -                    | -                    | -                    |                      |                      |
| 2008-2009  | Lancers d'Omaha       | USHL               | 60  | 28               | 31               | 59               | 78               | 3                | 2 | 1                    | 3                    | 2                    |                      |                      |
| 2009-2010  | Crimson d'Harvard     | NCAA               | 31  | 11               | 12               | 23               | 50               | -                | - | -                    | -                    | -                    |                      |                      |
| 2010-2011  | Junior de Montréal    | LHJMQ              | 51  | 26               | 32               | 58               | 100              | 10               | 6 | 3                    | 9                    | 16                   |                      |                      |
| 2011-2012  | Bulldogs de Hamilton  | LAH                | 27  | 9                | 10               | 19               | 26               | -                | - | -                    | -                    | -                    |                      |                      |
| 2011-2012  | Canadiens de Montréal | LNH                | 42  | 5                | 5                | 10               | 28               | -                | - | -                    | -                    | -                    |                      |                      |
| 2012-2013  | Bulldogs de Hamilton  | LAH                | 62  | 10               | 8                | 18               | 53               | -                | - | -                    | -                    | -                    |                      |                      |
| 2013-2014  | Canadiens de Montréal | LNH                | 8   | 0                | 0                | 0                | 4                | -                | - | -                    | -                    | -                    |                      |                      |
| 2013-2014  | Bulldogs de Hamilton  | LAH                | 70  | 13               | 15               | 28               | 63               | -                | - | -                    | -                    | -                    |                      |                      |
| 2014-2015  | Admirals de Norfolk   | LAH                | 71  | 14               | 15               | 29               | 38               | -                | - | -                    | -                    | -                    |                      |                      |
| 2015-2016  | HC Slovan Bratislava  | KHL                | 7   | 0                | 0                | 0                | 16               | -                | - | -                    | -                    | -                    |                      |                      |
| 2015-2016  | MsHK Žilina           | Extraliga slovaque | 4   | 3                | 1                | 4                | 10               | -                | - | -                    | -                    | -                    |                      |                      |
| 2015-2016  | Lausanne HC           | LNA                | 4   | 1                | 0                | 1                | 25               | 6                | 3 | 1                    | 4                    | 2                    |                      |                      |
| Totaux LAH | Totaux LAH            | Totaux LAH         | 230 | 46               | 48               | 94               | 180              | -                | - | -                    | -                    | -                    |                      |                      |
| Totaux LNH | Totaux LNH            | Totaux LNH         | 50  | 5                | 5                | 10               | 32               | -                | - | -                    | -                    | -                    |                      |                      |

### En équipe nationale
| Année | Équipe        | Compétition                 |   | PJ | B | A | Pts | Pun | +/-               |  | Résultat |
| 2011  | Canada junior | Championnat du monde junior | 7 | 3  | 4 | 7 | 2   | +6  | Médaille d'argent |  |          |

## Trophées et distinctions

### Ligue de hockey junior majeur du Québec
- Remporte le trophée Paul-Dumont.